# Jean-Baptiste Descamps (I)
Jean-Baptiste Descamps (Duinkerke, 28 augustus 1706 - Rouen, 30 juli 1791) (variant: 14 juni 1715 - 30  juli 1791) was een Frans schilder, kunsthandelaar en kunsthistoricus.

## Biografie
Descamps was voorbestemd om opgeleid te worden tot jezuïet door zijn vader. Zelf gaf hij er de voorkeur aan om kunstenaar te worden en ging studeren aan de Académie royale de peinture et de sculpture in Parijs. Hij was daar leerling van Pierre Dulin, Nicolas Lancret en Nicolas Largillierre.
Na zijn opleiding maakte hij op uitnodiging van de Franse kunstschilder Charles André van Loo samen een reis naar Groot-Brittannië om aldaar de broer van Charles, Jean-Baptiste van Loo te ondersteunen. 
In 1741 vestigde Descamps zich in Rouen op advies van Pierre-Robert Le Cornier de Cideville, een goede vriend van Voltaire.
In Rouen opent Descamps zijn eigen tekenstudio en zou hij later meewerken aan de in 1749 opgerichte Académie des sciences, belles-lettres et arts de Rouen. Een academie waarvoor de studenten geen collegegeld hoefde te betalen en waarvan Le Cornier de Cideville  een van de mede-oprichters was. Descamps zou tot aan zijn dood in 1791 leiding geven aan deze academie.
Leerlingen van Descamps waren onder meer Charles Eschard, Anicet Charles Gabriel Lemonnier, Jean-Jacques Lequeu en Étienne de La Vallée Poussin. Ook zijn zoon Jean Baptiste Marc Antoine Descamps studeerde onder zijn vader aan de academie. 
Descamps schilderde zelf voornamelijk genrevoorstellingen in de stijl van Jean-Baptiste Greuze en werd in 1764 lid van de Académie Royale. Naast het schilderen begon hij ook met het schrijven over kunst. Bekend is zijn 4-delige La Vie Des peintres Flamands, Allemands et Hollandois en zijn reisgids Voyage Pittoresque De La Flandre et du Brabant. In 1767 publiceerde hij een werk waarin hij het belang van vrije tekenscholen benadrukt voor de ontwikkeling van het kunstenaarsvak. Descamps ontving hiervoor een prijs van de Académie Royale.

## Confiscatie van Belgische kunst
Met zijn Voyage Pittoresque De La Flandre et du Brabant wist Descamps een hernieuwde interesse te creëren voor de oude Vlaamse barokschilderkunst en in het bijzonder oude meesters als Hans Memling en Jan van Eyck. Zelf handelde Descamps ook in de werken van Nederlandse en Vlaamse meesters. Een onvoorzien effect van zijn reisgids was dat deze werd gebruikt gedurende de Franse Revolutie om diverse schilderijen te confisqueren en over te brengen naar het Louvre in Parijs.